# Hugo Steiner-Prag

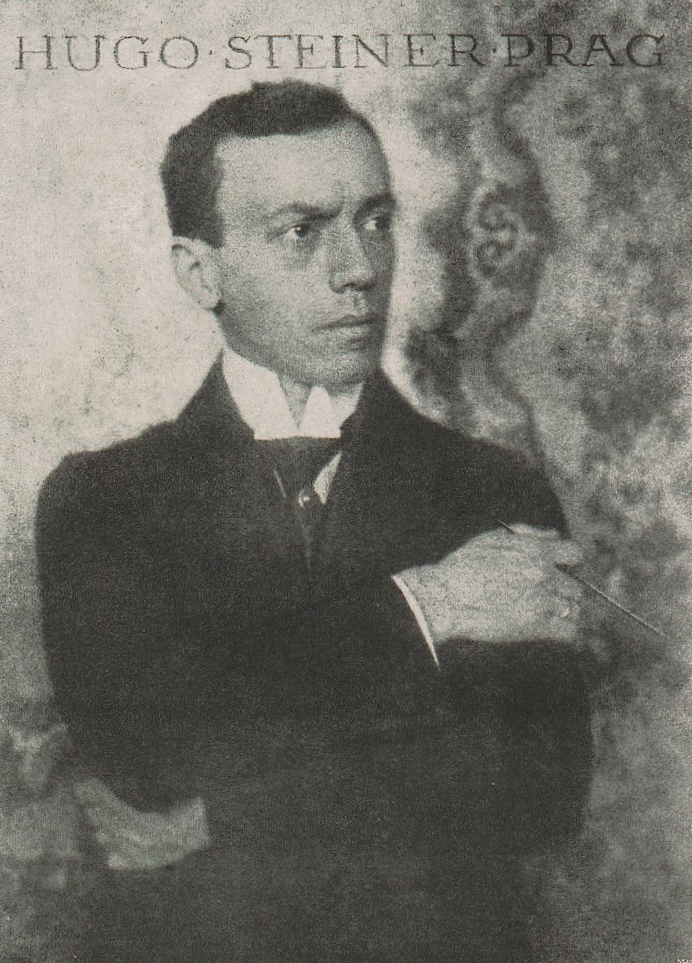
Portretul artistului Hugo Steiner-Prag de Hugo Erfurth

Hugo Steiner-Prag (n. 12 decembrie 1880, Praga, Austro-Ungaria – d. 10 septembrie 1945, New York City, New York, SUA) a fost un artist, ilustrator⁠(d), scenograf și pedagog boemo-german.

## Biografie
S-a născut la 12 decembrie 1880 la Praga, în Austro-Ungaria, ca fiul unui librar. A urmat cursurile Academiei de Artă din Praga între 1898 și ale Academiei de Arte Frumoase din München între 1901 și 1903, unde a fost elev al lui Peter Halm și Franz von Stuck. 
În 1905 s-a convertit de la iudaism la catolicism și a primit cetățenia germană în 1907. A predat la Studioul didactic și experimental pentru arte plastice și aplicate din München până în 1905 și s-a căsătorit cu eleva sa, Paula Bergmann din Seedorf în Ostholstein, care urma cursurile Școlii Debschitz din 1903. 
Din 1905 până în 1907 a lucrat la Școala de Arte și Meserii Barmer, de unde a fost numit la Academia Regală de Arte Grafice și Comerț de Carte din Leipzig. Din 1910 a ocupat acolo un post de profesor. Printre alții, Erich Ohser (e. o. plauen) și Marianne Scheel s-au numărat printre studenții săi. În această perioadă a fost și director artistic al editurii Propyläen din Berlin. 
Hugo Steiner-Prag a devenit cunoscut pentru ilustrațiile sale după poeziile lui Nikolaus Lenau, basmele lui Hans Christian Andersen și Elixirele diavolului (în germană Die Elixiere des Teufels) de E. T. A. Hoffmann. În 1915 a ilustrat romanul Golem al lui Gustav Meyrink. 
În 1914 a fost numit șeful departamentului de „Artă modernă a cărții” de la Bugra din Leipzig. A fost președintele Expozițiilor Internaționale de Carte de la Leipzig în 1919 și 1927 și a organizat secțiunile de carte ale expozițiilor germane din Barcelona, Lyon, Paris, Pittsburgh și New York.
După acapararea puterii de către naziști în 1933 (Machtergreifung⁠(d)), și-a pierdut postul de profesor și a revenit la Praga. Acolo, cu sprijinul guvernului cehoslovac, a fondat Officina Pragensis, un centru de formare pentru tinere talente, a proiectat decoruri și a călătorit prin Boemia și Carpați. După invazia germană, a emigrat în Suedia în 1939 și, în final, a ajuns în SUA în 1941. În 1942 s-a stabilit la New York. A predat la universitate, a devenit membru al Institutului American de Arte Grafice, a ilustrat cărți și a creat logo-uri.
A fost membru al Asociației Artiștilor Germani (Deutscher Künstlerbund), Deutscher Werkbund, Asociației Artiștilor din Leipzig (Leipziger Künstlerbund) și al Asociației Artiștilor de Carte din Germania (Membru al Consiliului de Administrație) - Verein Deutscher Buchgewerbekünstler (Vorstandsmitglied).

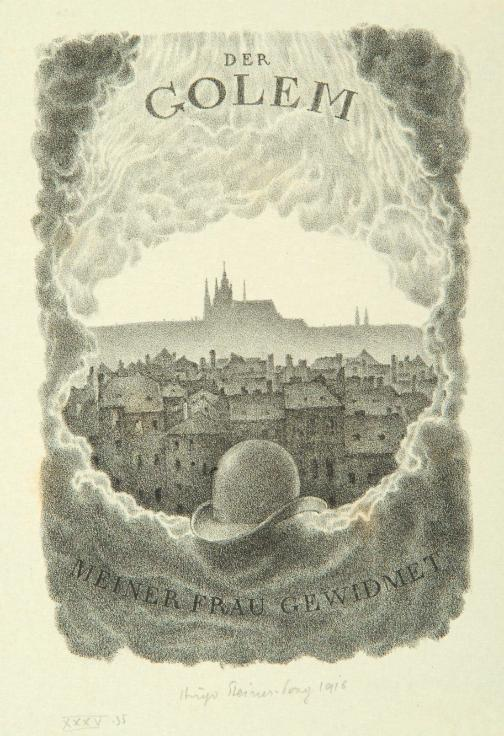
Imagine cu titlul romanului Golem / Der Golem
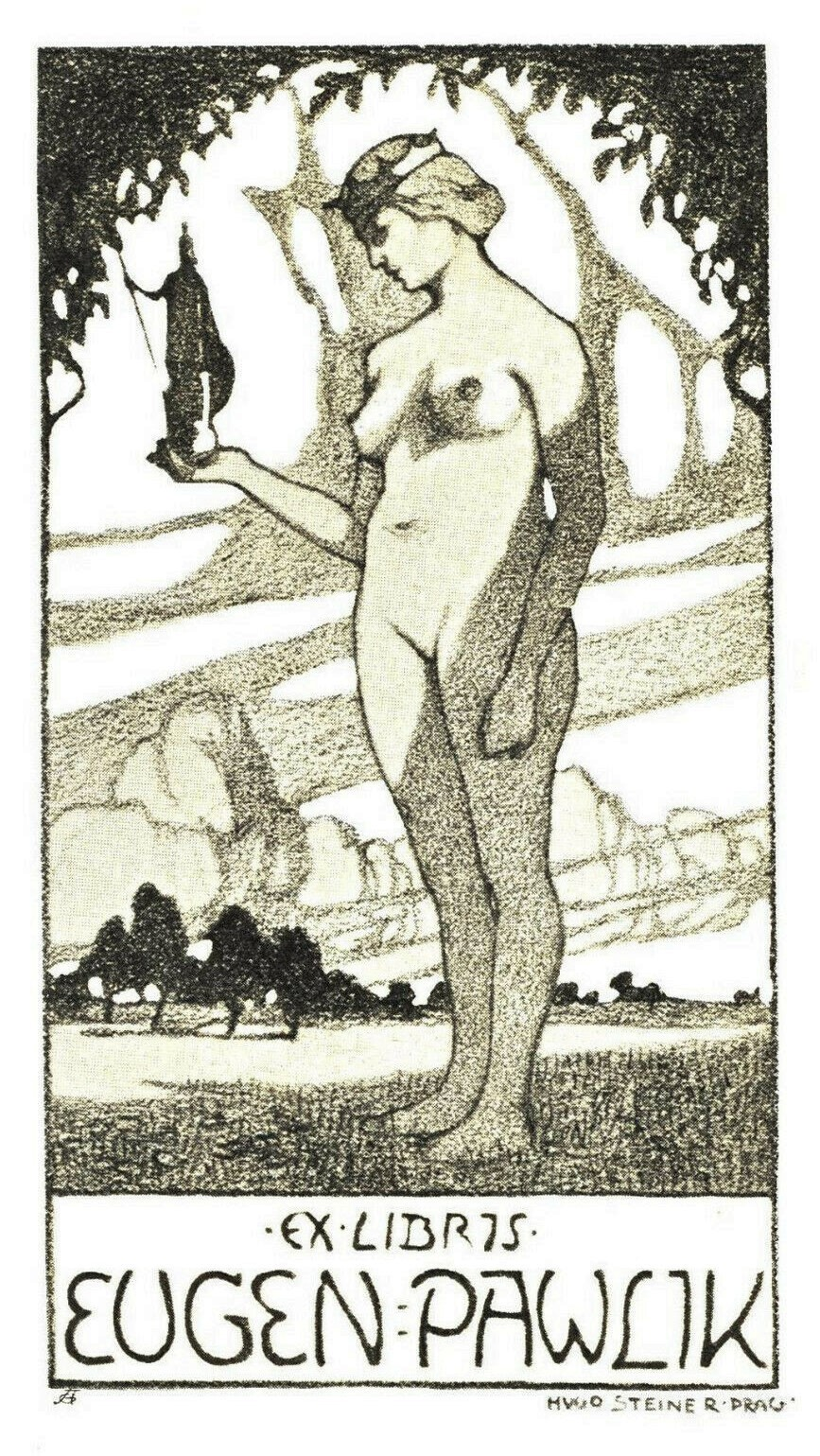
Ex-Libis, ca. 1919
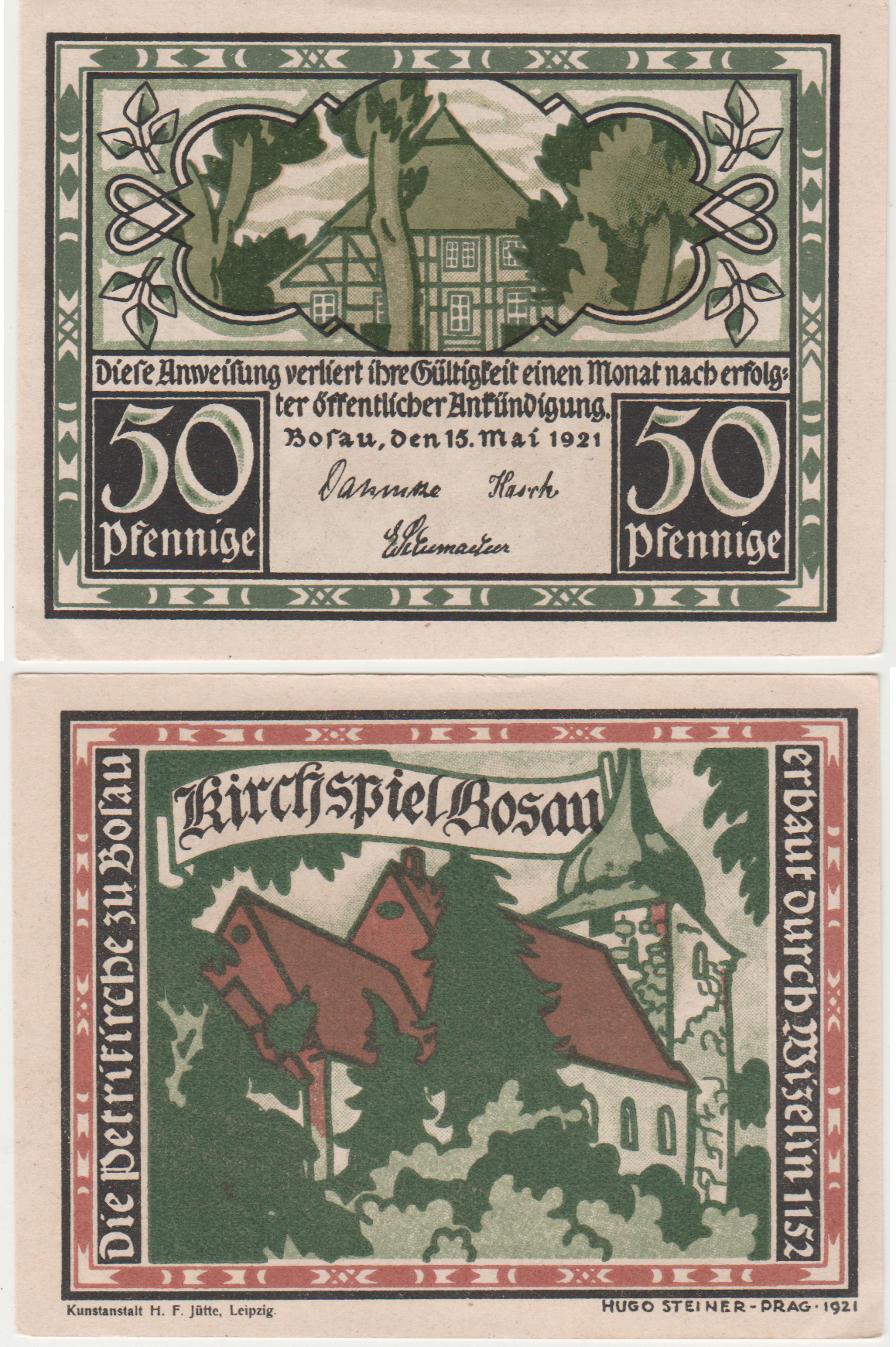
Bancnote de urgență (Notgeld) din Bosau, din 1921.

## Scrieri (selecție)
- Versorgung: Drama in 3 Akten (Oferta: dramă în 3 acte). E. Ebering, Berlin 1899 (Theater der Gegenwart; No 4).
- Buchkünstler und Bucheinband (Artist de carte și coperta cărții). În: Gebrauchsgraphik. Vol. 1 (1924), nr. 11, pp. 82–84.
- Über die Zusammenarbeit von Verleger und Buchkünstler. (Despre colaborarea dintre editor și artistul de carte) în: Aloys Ruppel (ed.): Gutenberg Festschrift zur Feier des 25jährigen Bestehens des Gutenbergmuseums in Mainz. Societatea Gutenberg / Gutenberggesellschaft, Mainz 1925, pp. 175–178.